# Figatellu
Figatellu (pl. Figatelli) ist eine korsische Wurstspezialität aus Schweineleber.

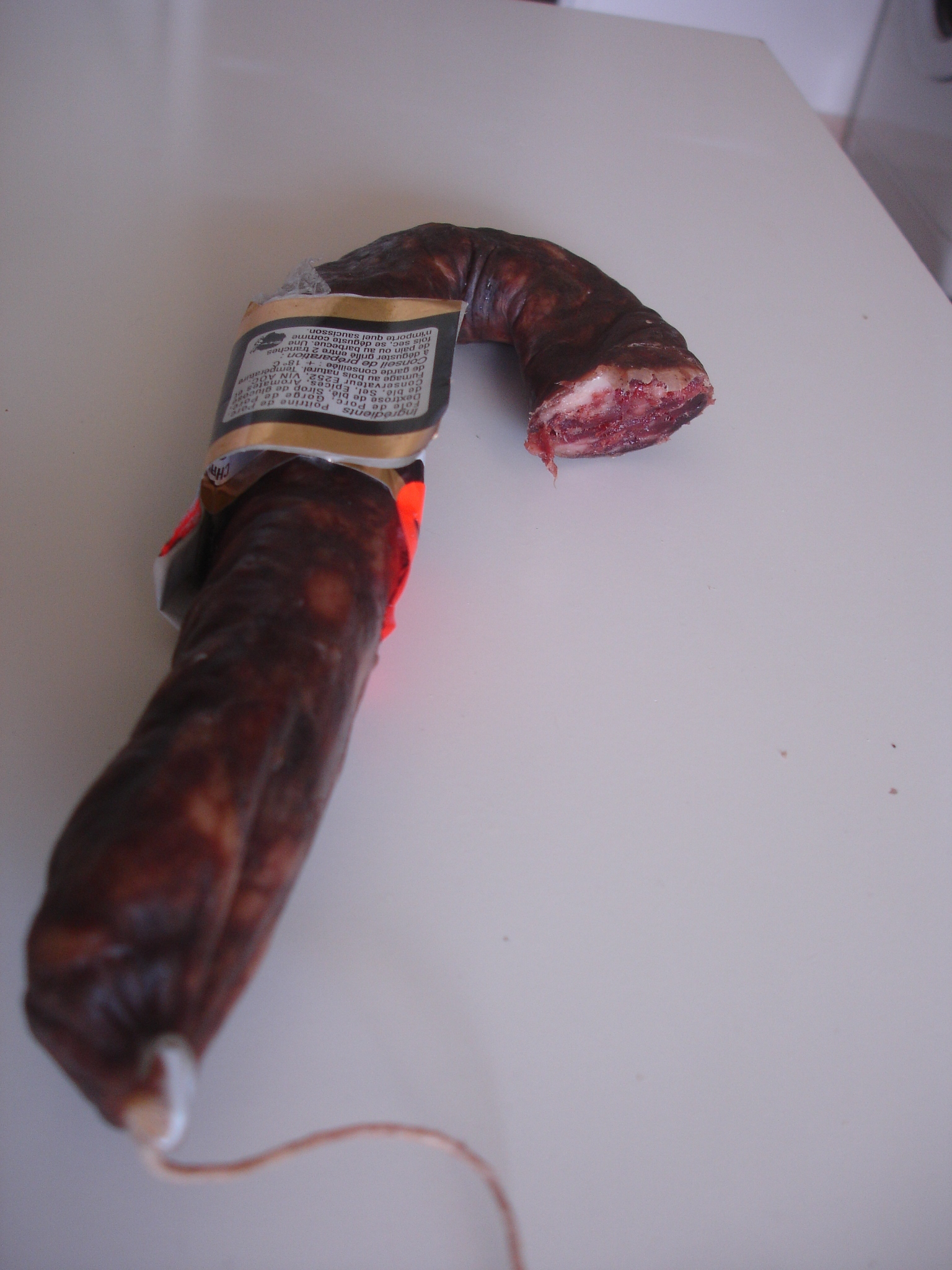
Figatellu

## Herstellung
Die Schweineleber, die in der Regel von den für Korsika typischen schwarzen, halbwilden Hausschweinen stammt, wird gehackt und mit Salz, Pfeffer sowie zerstoßenen Nelken gewürzt. Anschließend wird die Masse durch mit Knoblauch versetztem Rot- oder Roséwein aromatisiert und in gereinigte Schweinedärme gefüllt. Nach dem folgenden mehrere Tage dauernden Räucherprozess ist die Herstellung der Wurst abgeschlossen. Normalerweise werden Figatelli binnen eines Monats nach Herstellung verzehrt.

## Verwendung
Figatelli können roh gegessen werden, allerdings werden sie auf Korsika auch häufig erwärmt serviert. Eine traditionelle Zubereitungsart ist das langsame Grillen der Wurst über der Holzglut und der Verzehr zwischen den Scheiben von Polenta aus Esskastanienmehl.
Figatelli werden in korsischen Gaststätten auch im Rahmen einer Vorspeisenplatte, der „Charcuterie Corse“ angeboten, die auch andere Fleischspezialitäten wie Coppa, Lonzu, verschiedene Salamis aus Wild- und Hausschweinen, Prisuttu (roher luftgetrockneter Schinken) und Pancetta beinhaltet.